# Ciocănitoare de deșert
Ciocănitoarea de deșert (Melanerpes uropygialis) este o specie de pasăre din familia Picidae. Este o ciocănitoare de mărime medie din regiunile deșertice din sud-vestul Statelor Unite și vestul Mexicului. În Statele Unite, se întâlnește în sud-estul Californiei, sudul statului Nevada, Arizona și New Mexico.

## Galerie

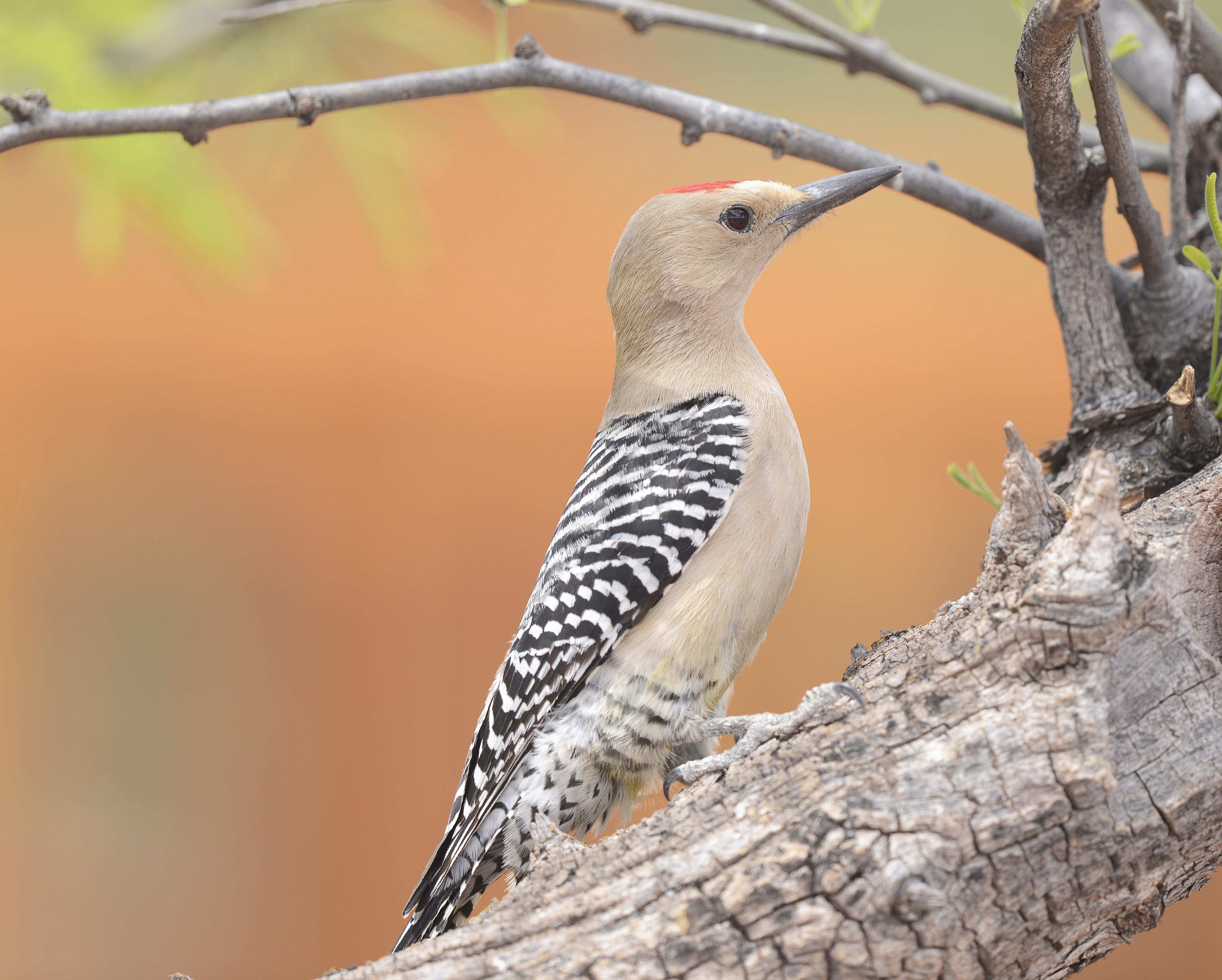
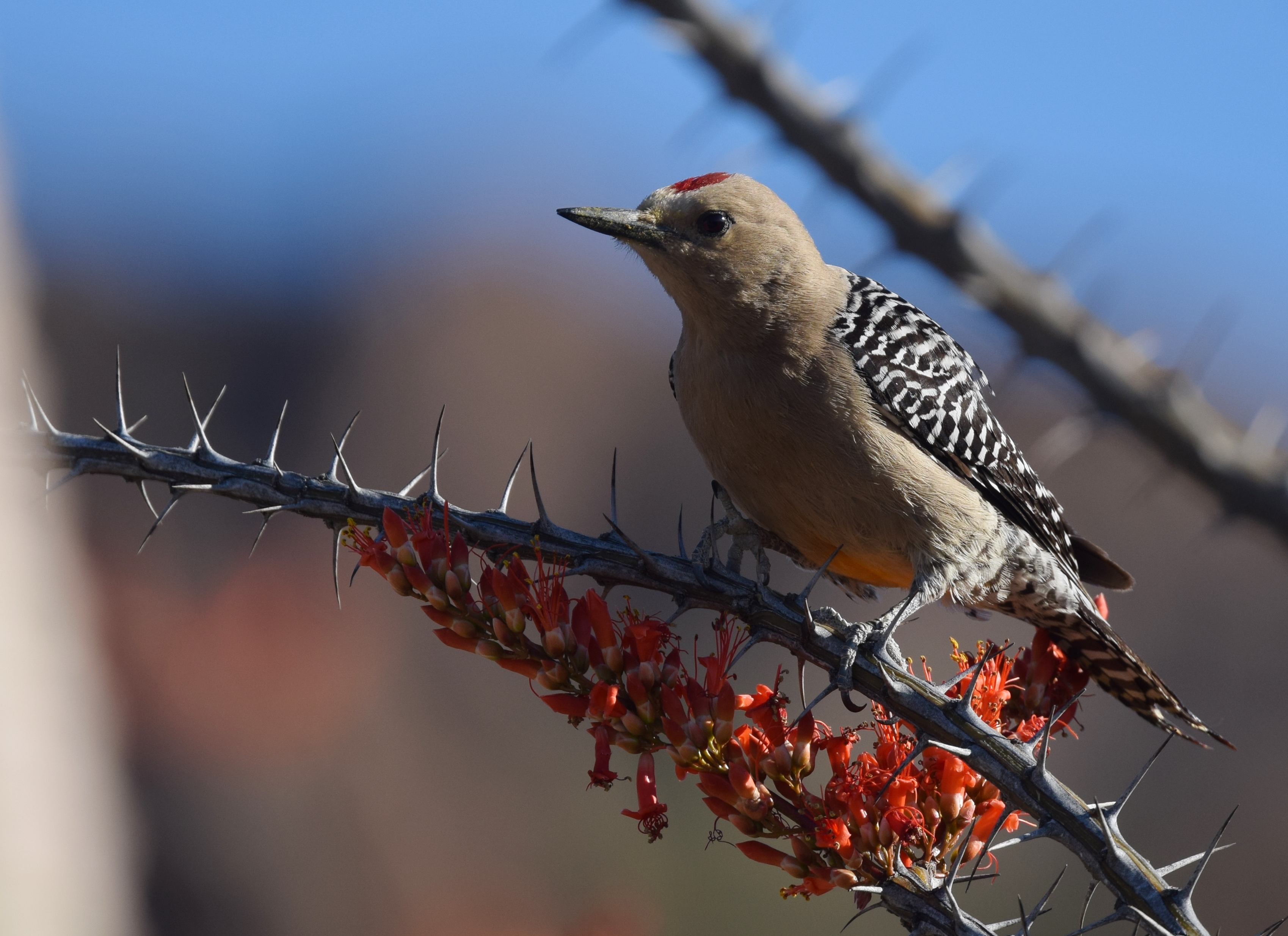
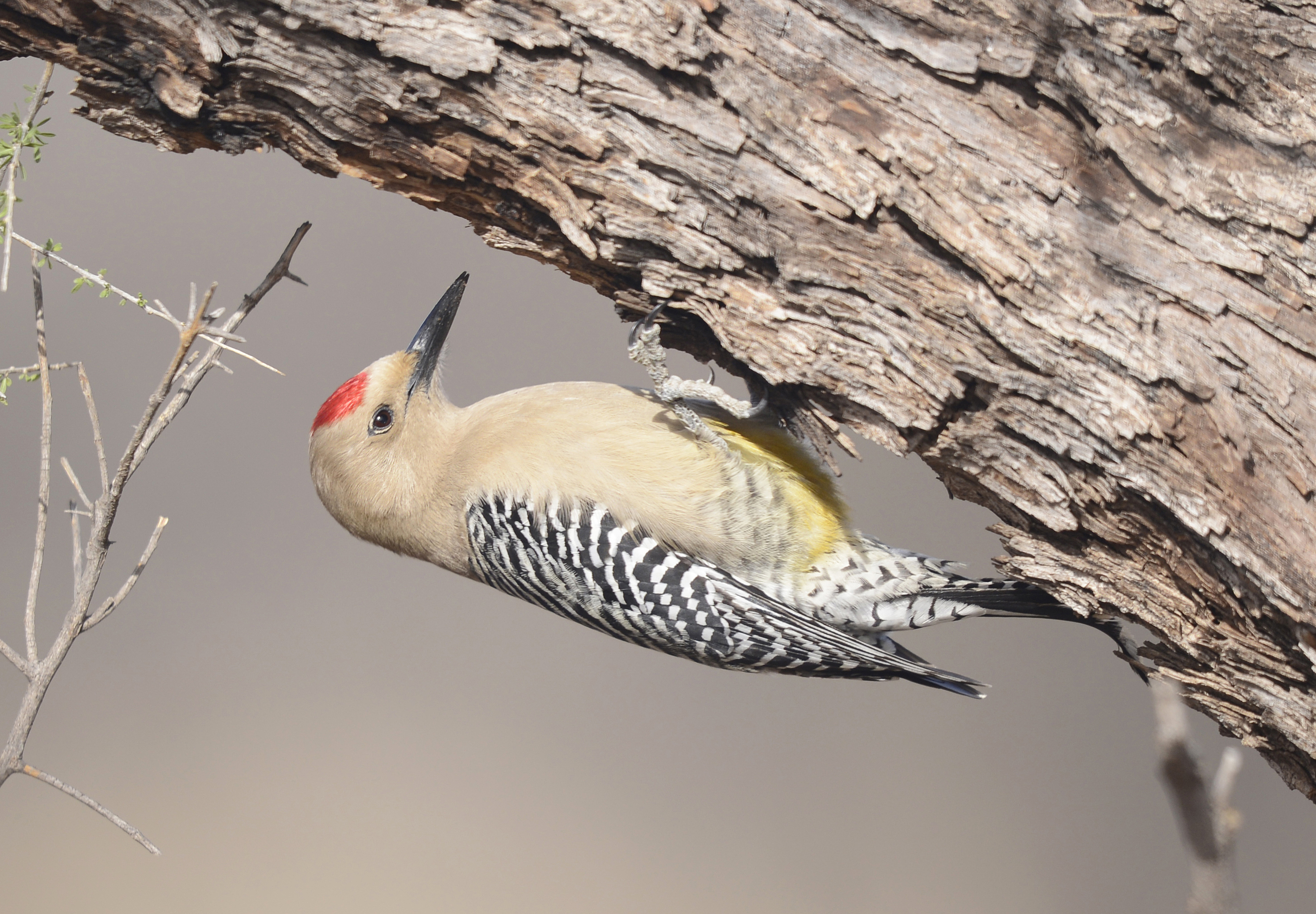
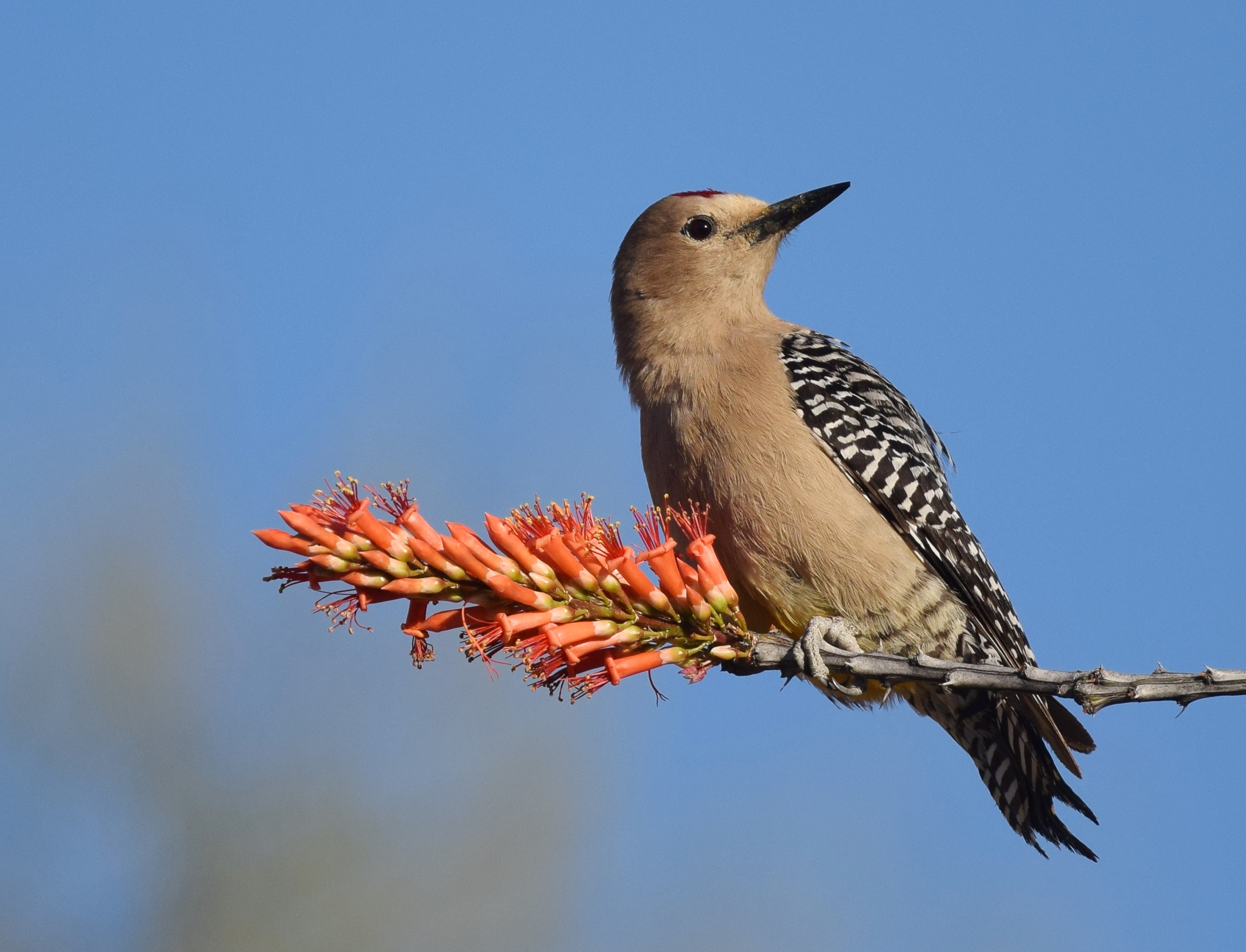